# Proacidalia vitatha
Proacidalia vitatha är en fjärilsart som beskrevs av Moore 1874. Proacidalia vitatha ingår i släktet Proacidalia och familjen praktfjärilar. Inga underarter finns listade i Catalogue of Life.